# Ейтел Кантони
Ейтел Кантони (на испански: Eitel Cantoni) е уругвайски пилот от Формула 1, роден на 4 октомври 1906 година в Монтевидео, Уругвай.

## Формула 1
Ейтел Кантони дебютира във Формула 1 през 1952 г. в Голямата награда на Великобритания, в световния шампионат на Формула 1 записва 3 участия, като не успява да спечели точки. Състезава се с частен Мазерати.